# Iveland
Iveland este o comună din provincia Agder, Norvegia.